# فيليب نيكسون
فيليب نيكسون (بالإنجليزية: Phillip Nixon)‏ هو ملحن بريطاني، ولد في القرن العشرين.